# Crkva Pohoda Blažene Djevice Marije u Vukovini
Crkva Pohoda Blažene Djevice Marije u Vukovini je rimokaltolička crkva u mjestu Vukovina u gradu Velika Gorica, zaštićeno kulturno dobro.

## Opis dobra
Župna crkva Pohoda Blažene Djevice Marije u Vukovini nalazi se uz cestu Zagreb – Sisak. Sagrađena je 1658. u kasnobarokno – klasicističkim stilskim oblicima na mjestu starije građevine. Ima lađu kružnog oblika kojoj je s istočne strane priključeno pravokutno svetište s plitkom apsidom, dok se nad glavnim zapadnim pročeljem uzdiže pravokutni zvonik. Predvorje, svetište i sakristija nadsvođeni su češkim svodom, a nad lađom se uzdiže kupola na pandativima s lanternom. Crkveni namještaj potječe s početka 20. stoljeća. Crkvu je 1893. g. oslikao Marco Antonini. Jedno je od najstarijih hrvatskih marijanskih prošteništa te se ubraja među najznačajnije sakralne građevine Zagrebačke županije

## Zaštita
Pod oznakom Z-3194 zavedeni su kao nepokretno kulturno dobro - pojedinačno, pravna statusa zaštićena kulturnog dobra, klasificirano kao "sakralno-profana graditeljska baština".